# Blaue Zwergpalme
Die Blaue Zwergpalme (Chamaerops humilis var. argentea) ist eine von zwei anerkannten Variationen der Zwergpalme (Chamaerops humilis) in der Familie der Palmengewächse (Arecaceae).

## Merkmale
Die Blaue Zwergpalme ist wie die Zwergpalme Chamaerops humilis eine Fächerpalme. Wie der lateinische Name humilis ("niedrig") schon verrät, erreicht sie selten Wuchshöhen über 4 Meter. Die Krone besteht aus 70 bis 80 Zentimeter breiten, halbkreisförmigen, Fächern. Die Fächer sind silbrig-blau, daher der Name argentea ("silbrig"). Auch häufig, aber nicht wissenschaftlich wird die blaue Zwergpalme als Chamaerops humilis ‘cerifera‘ ("wachstragend") bezeichnet. Bei viel Sonnenstrahlung entwickeln die Fächer beidseitig den charakteristischen silbrig-blauen Farbton, der durch eine Wachsschicht zustande kommt.  
Im Herkunftsland Marokko bilden blaue Zwergpalmen ab März gelbe Blütenstände aus, aus denen nach ungefähr sechs Monaten botanisch gesehen orange-rote Beeren entstehen. 
Die Chromosomenzahl beträgt 2n = 36+0-2s.

## Vorkommen
Das Areal der Blauen Zwergpalme umfasst den südwestlichen Mittelmeerraum, vom Atlasgebirge Marokkos bis an die Mittelmeerküste. Dabei ist sie in Höhenlagen bis zu 1700 Meter über dem Meeresspiegel anzutreffen.

## Taxonomie
Die Blaue Zwergpalme wurde von einem unbekannten Autor (= Anonymus) in Gard. Chron. 1864: 413 (1864) als Chamaerops argentea erstbeschrieben. Sie wurde dann von André in Rev. Hort. (Paris) 57: 231 (1885) als Varietät angesehen und als Chamaerops humilis var. argentea (Anon.) André eingestuft.

## Nutzung
Die blaue Zwergpalme wird in Mittel- und Südeuropa als Zierpflanze kultiviert. Ältere Pflanzen haben einen hohen Zierwert und werden sehr selten angeboten.

## Bilder

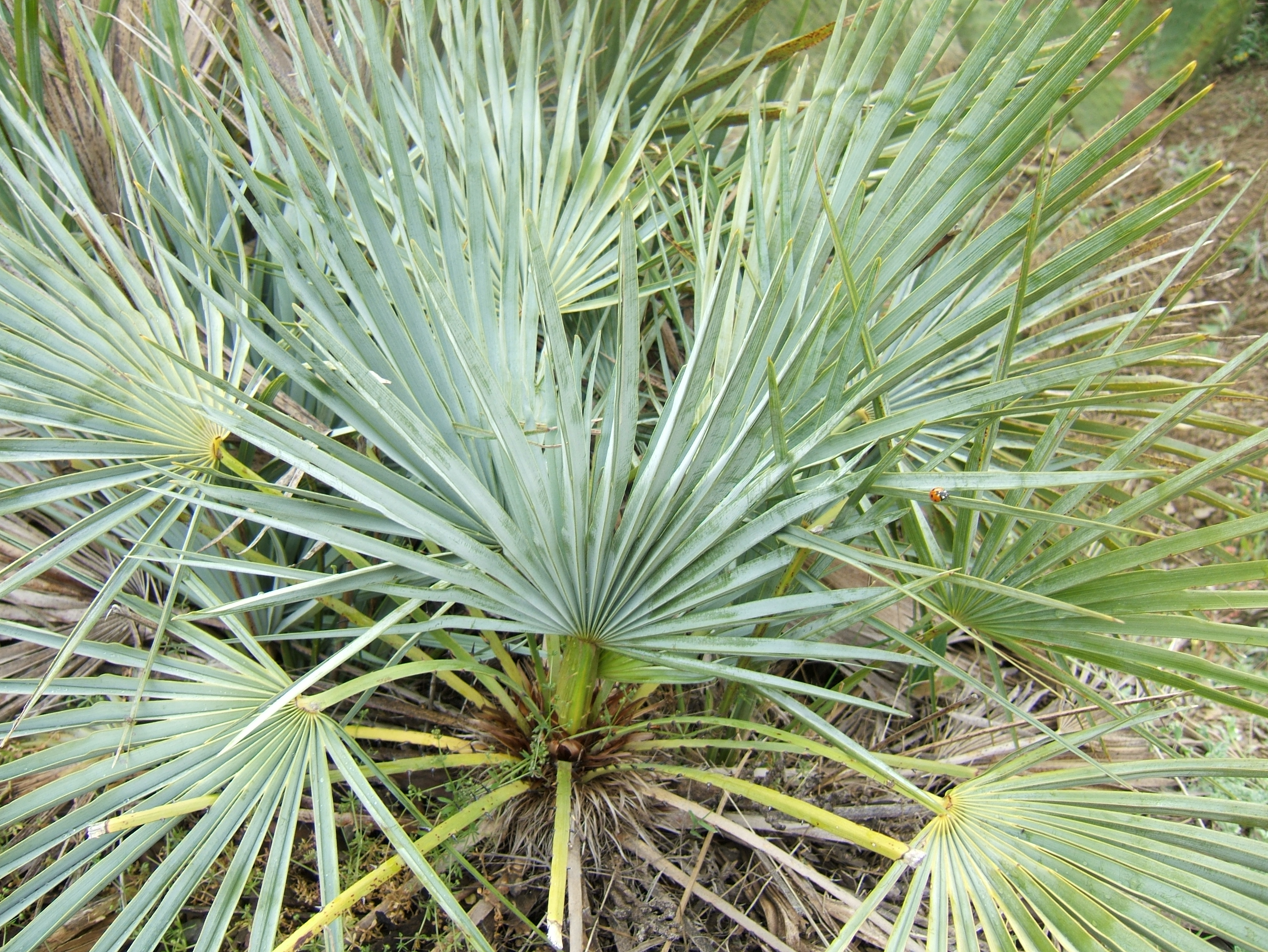
Chamaerops humilis var. argentea im Detail
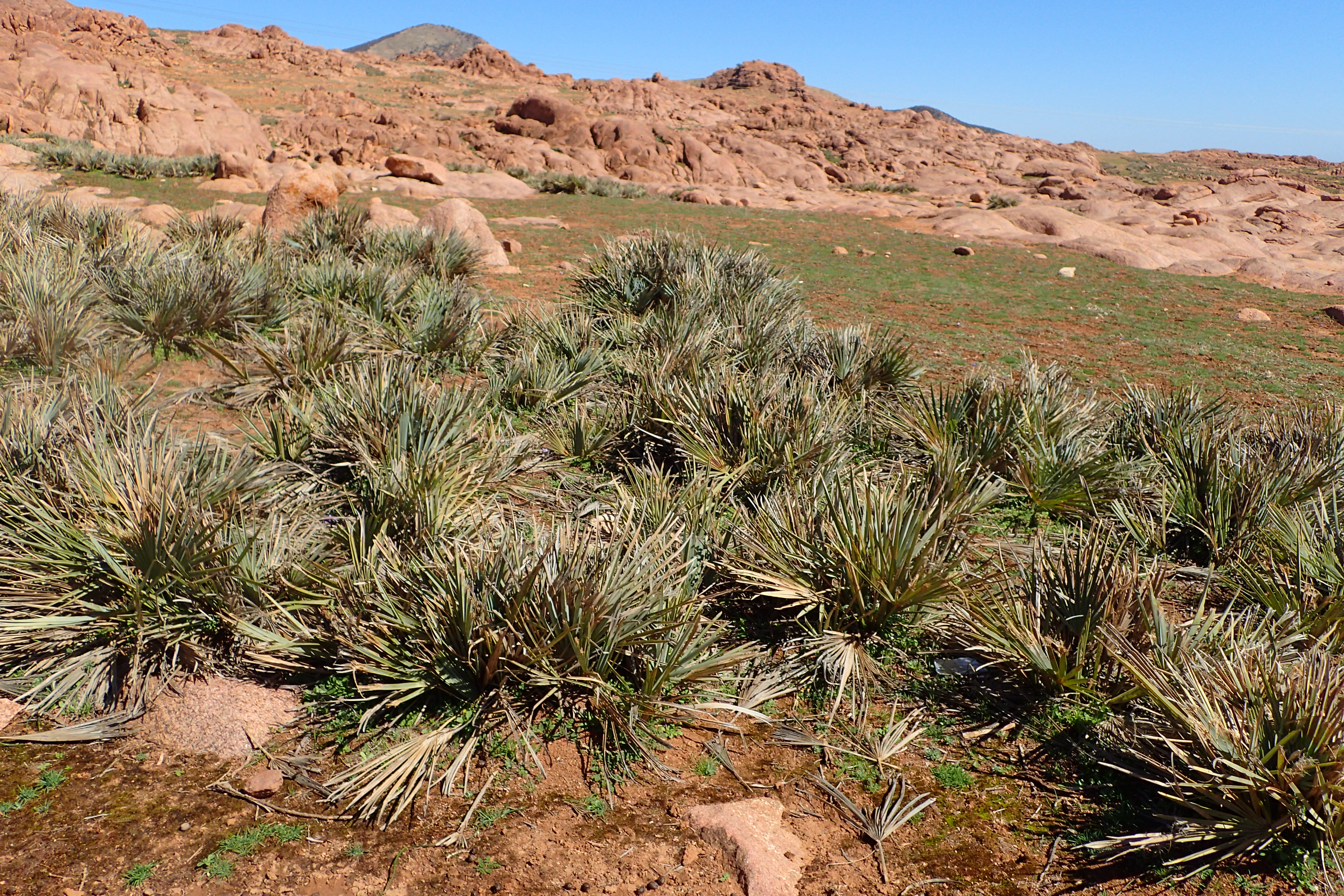
Blaue Zwergpalmen auf dem Atlasgebirge. Meist wachsen blaue Zwergpalmen buschartig.
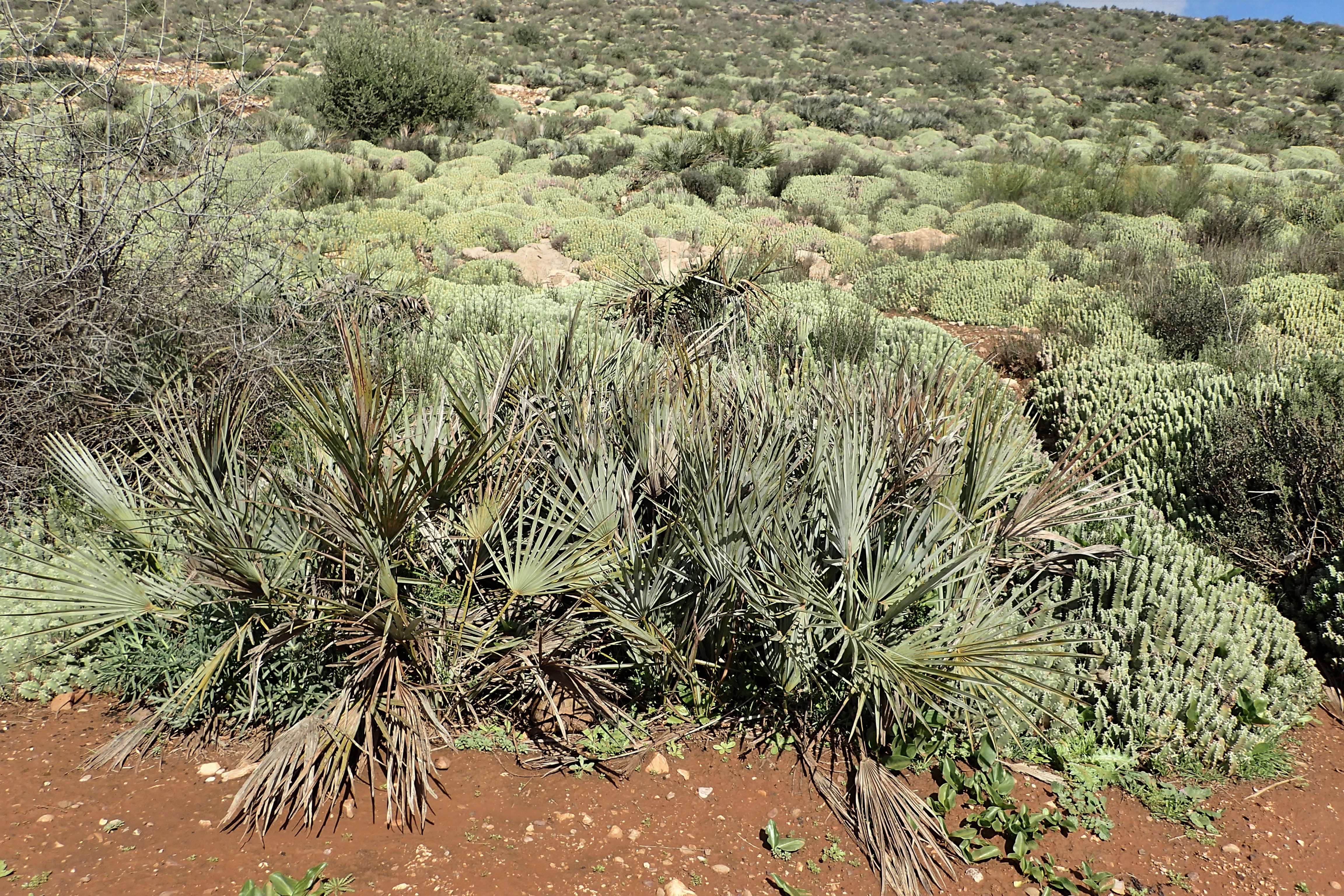
Blaue Zwergpalmen wachsen auf mineralstoffreichen Böden. Im Mittelmeerraum enthält die Erde viel Eisen, deshalb das typische Eisenoxidrot.
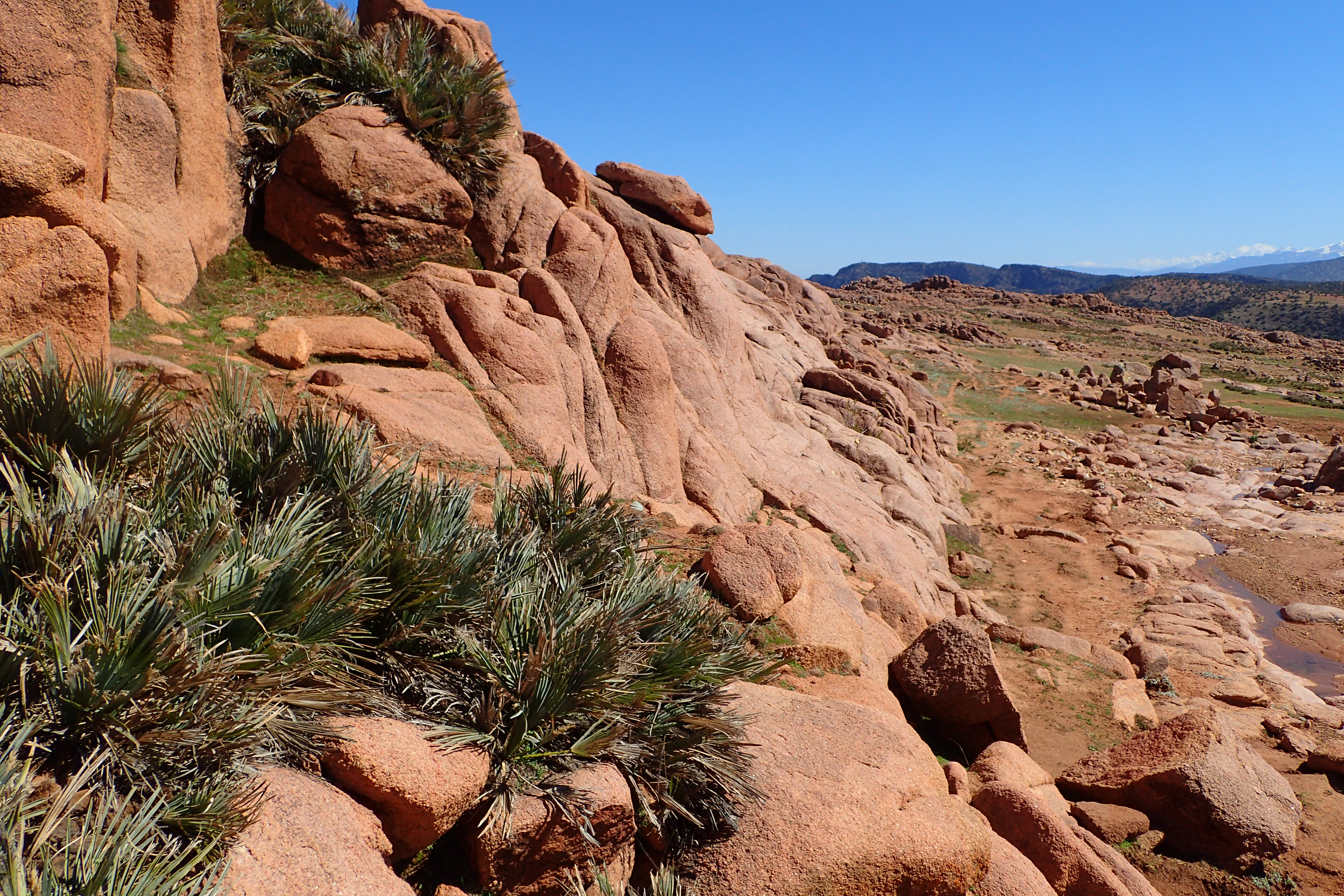
Blaue Zwergpalmen wachsen auch auf Berghängen und Felsen bis zu 1700 Meter über dem Meeresspiegel.
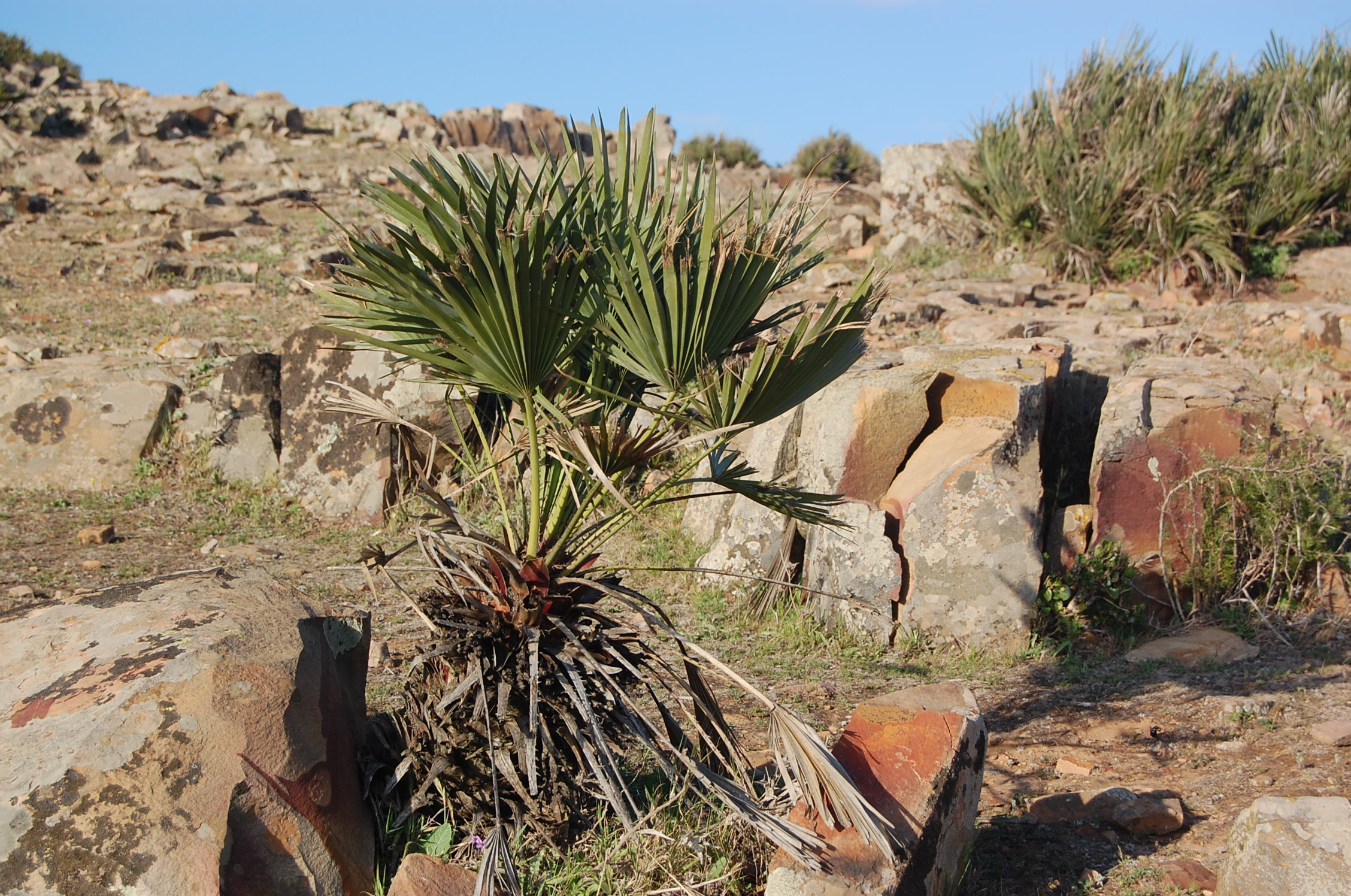
Einzelne Pflanzen bilden einen bis zu drei Meter hohen Stamm, solange sie nicht von Tieren abgeweidet werden. Ziegen fressen gerne die Neutriebe dieser (meist) niedrigen Palme.